# Сато (напій)

Пляшка сато

Сато, тайське рисове вино (Thai: สาโท, вимовляється [sǎː.tʰoː], rtgs: satho) — традиційне для Ісаану вино крохмалистого липкого рису. За смаком схоже на солодке пиво. Містить від 5 % до 7 % спирту.